# Sylvain Frécon
Pour les articles homonymes, voir Frécon.
Sylvain Frécon est un illustrateur jeunesse, dessinateur et coloriste de bandes dessinées français, né en 1972 à Bourges.

## Biographie
Après trois années à l'école d'Arts appliqués Émile-Cohl de Lyon, il fait ses armes dans l'édition jeunesse (Nathan, Bayard, Hatier, Hachette, etc.), en gardant un œil du côté de la BD qui ne tarde pas à lui ouvrir ses bras. 
Il partage ses activités entre la jeunesse (notamment pour la série Alchimia, écrite par Éric Sanvoisin, chez Nathan) et la bande dessinée. Aux côtés de divers auteurs comme Diego Aranega, Toots ou Zampano, Sylvain Frécon continue sa carrière dans le milieu du 9e art aux éditions Dargaud. 

## Publications
- Ça m'intéresse, le vin. Dessin et couleurs  : Sylvain Frécon, scénario Murielle Rousseau, Dargaud, en partenariat avec le magazine Ça m'intéresse, 2013.
- Oggy et les Cafards, Dargaud - dessin et couleur - scénario de Diego Aranega.

1. Tome 1 : Plouf, Prouf, Vrooo ! (avril 2010)
2. Tome 2 : Crac, Boum, Miaouuuuu! (novembre 2010)
3. Tome 3 : Bip...Bip...Bip... (septembre 2011)

- Tout sur Ségo - Soleil Productions - dessin - Scénario et couleur de Murielle Rousseau (janvier 2007)
- Les Barbares chez Hugo

1. Tome 1 : Allez ! les Barbares (septembre 2007) - dessin - scénario de Toots
2. Tome 2 : Allez ! les Barbares : Quand les grenouilles mangent des kiwis ! (septembre 2008) - dessin - scénario de Zampano - couleur de Michall

- #Lesmémés, Editions Fluide Glacial

1. Tome 1 (2021)
2. Tome 2 : Mourir peut encore attendre (2022)
3. Tome 3 : Fraîcheur de vivre (2023)